# Nier: Automata Ver1.1a
Nier: Automata Ver1.1a (ニーア オートマタ Ver1.1a?, Nīa Ōtomata Ver1.1a) è una serie televisiva anime basata sul videogioco Action RPG Nier: Automata, sviluppato da Platinum Games e pubblicato da Square Enix. La serie è prodotta da A-1 Pictures e va in onda dal 7 gennaio 2023.
Dopo i primi tre episodi, Square Enix ed Aniplex hanno sospeso la messa in onda della serie animata a causa di problemi produttivi legati alla pandemia da Covid-19.
La serie è stata successivamente ripresa a partire dal 18 febbraio.

## Personaggi
YoRHa No.2 Type B (2B)
Doppiata da: Yui Ishikawa
È un'esperta androide da combattimento nonché protagonista femminile della storia. È una ragazza che dà priorità a chiudere in fretta le missioni senza perdere tempo in chiacchiere.
YorHa No.9 Type S (9S)
Doppiato da: Natsuki Hanae
È un esperto androide da scanner e protagonista maschile della storia, nonché un ragazzo specializzato sia nell'hackeraggio che nel combattimento con la spada. Diventa partner di 2B.
Pod 042 (ポッド042?, Poddo 042) e Pod 153 (ポッド153?, Poddo 153)
Doppiati da: Hiroki Yasumoto e Kaoru Akiyama
Sono dispositivi dotati di intelligenza artificiale e armati che hanno lo scopo di aiutare 2B (proprietaria di Pod 042) e 9S (proprietario di Pod 153) a svolgere le missioni che gli vengono assegnate.

## Produzione
Durante la diretta streaming per il festeggiamento dei cinque anni dall'uscita di Nier: Automata, Square Enix ha annunciato che la serie avrebbe ricevuto un adattamento anime. Esso è prodotto dalla azienda stessa in collaborazione con Aniplex, mentre le animazioni sono realizzate dallo studio A1-Pictures. La serie è diretta da Ryōji Masuyama e sceneggiata dallo stesso e da Yoko Taro, con Jun Nakai al character design e lo studio Monaca di Keiichi Okabe che si è occupato di comporre la colonna sonora.